# Palacio del marqués de Pombal
El Palacio del marqués de Pombal o palacio del Conde de Oeiras es una típica casa solariega portuguesa del siglo XVIII que se encuentra en la freguesia de Oeiras e São Julião da Barra, en Portugal.
Fue construido por el arquitecto húngaro Carlos Mardel, en la segunda mitad del siglo XVIII, el palacio sirvió como residencia oficial de Sebastião José de Carvalho e Melo, primer conde de Oeiras y marqués de Pombal, de ahí el nombre del palacio. El edificio y sus magníficos jardines destacan por la belleza y rareza de sus elementos decorativos (estuco, azulejos, estatuas, etc.).
El palacio y los jardines está situados actualmente en el centro de la ciudad de Oeiras e São Julião da Barra, en lo que fue una inmensa finca de recreo. Se trata de un edificio de proporciones palaciegas y representa uno de los mejores ejemplos de casa señorial portuguesa del siglo XVIII, siguiendo el estilo barroco y rococó. 

## Historia
Esta antigua quinta se formó mediante la incorporación de varias fincas, situadas a lo largo de la Ribera de Laje, beneficiándose así de una tierra fértil. En su diseño original, se caracterizaba por un estricto geometrismo, a fin de articular los fines recreativos (jardines y bosques) y los fines lucrativos (propiedad rural).
En la llamada Quinta de Baixo se hallaban el palacio, los jardines y la bodega-granero. Se encontraba conectada por la Avenida ou Rua dos Loureiros con la Quinta de Cima o Quinta Grande, en la que se encontraba la Casa de Pesca y la de la Cascada. Existía una tercera quinta, denominada "do Marco", de la que solo resta un edificio en la actualidad, que estaba formada por tierras de labranza con viñedos, olivares y árboles frutales.
En la segunda mitad del siglo XX, la propiedad fue vendida y fraccionada, y la Quinta de Baixo fue adquirida por la Fundação Calouste Gulbenkian y Quinta de Cima por el estado portugués, dando lugar a la Estación Agronómica Nacional. El conjunto formado por el palacio, los jardines y la casa de Pesca y de la cascada están clasificadas como monumento nacional.